# 연당초등학교 옹정분교
연당초등학교 옹정분교는 대한민국 강원특별자치도 영월군 한반도면 한반도로 452 (옹정리)에 있었던 공립 초등학교이다. 폐교 이후에는 쾌연재도자미술관이 2008년 11월에 개관하였다.

## 학교 연혁
- 1953년 1월 25일: 신천국민학교 옹정분교장 설립인가
- 1965년 8월 15일: 옹정국민학교로 승격
- 1987년 3월 1일: 연당국민학교 옹정분교장으로 개편
- 1996년 3월 1일: 연당초등학교 옹정분교장으로 교명 변경
- 2007년 3월 1일: 폐교(21회 440명), 연당초등학교로 통합